# 渚 (曲)
「渚」（なぎさ）は、日本のロックバンド・スピッツの楽曲。1996年9月9日にポリドールより通算14作目のシングルとして発売。

## 概要
江崎グリコ「ポッキー」『ポッキー坂恋物語』篇、2015年にはスバル「フォレスター」のCMソングとして使用された。
スピッツのシングルとしては初めて、オリコン初登場1位を獲得。
草野がシーケンスで遊びながら出来上がったという曲。一番でベースがほとんど入らないのは、草野が作ったデモテープのアレンジに従ったもの。なお、シングルではカットされているが、アルバム『インディゴ地平線』ではシーケンスのみで始まるイントロがある。
歌詞は、草野が武蔵野美術大学在学時に、生物学を教えていた国井喜章の言葉に影響を受けたもので、草野はインタビューで「”渚”というのは、普通には”波打ち際”を指す言葉だと思うんですけど、実は僕にとってかなり思い入れのある言葉で。というのも、生物学の先生が「水中でも陸でも空気中でもない、全部が溶け合っている場所を”渚”といって、生き物の一番最初はそこで生まれたと言われている」と教えてくれたから。それを聞いたとたんに”渚”という言葉自体が、素敵な言葉に感じられたんですよね」と語っている。
草野はインタビューで本作を自画自賛し、「シングル曲としては初めてトラックダウン後も繰り返し何度も聴き直した曲」と語っている。
仮タイトルは「七夕」であり、当初は発売日も7月7日の予定だった。この頃は、ゾロ目の日に曲を発売することにこだわっており、前年のシングル「涙がキラリ☆」はゾロ目の日の発売（7月7日）だった。本作の発売は延期となり、代わりにこの日には「チェリー／空も飛べるはず」のアナログEPを発売。最終的には9月9日とゾロ目の日の発売となった。
2017年4月6日にNexToneが主催する「NexTone Award 2017」で「渚」がGold Medalを受賞した。

## 収録曲
全曲 作詞・作曲／草野正宗　編曲／笹路正徳 & スピッツ
1. 渚
収録アルバム：『インディゴ地平線』、『RECYCLE Greatest Hits of SPITZ』、『CYCLE HIT 1991-1997 Spitz Complete Single Collection』
2. 旅人
『インディゴ地平線』のセッションで最初にレコーディングされた楽曲[5]。
収録アルバム：『花鳥風月』

## 演奏
- 草野マサムネ: Vocals, Guitars
- 三輪テツヤ: Guitars
- 田村明浩: Bass
- 﨑山龍男: Drums

渚
- 笹路正徳: Keyboards
- 横山剛: Programming

旅人
- 笹路正徳: Keyboards

## 限定7インチシングル
アナログ盤「ロビンソン」（B面は「涙がキラリ☆」）、「チェリー」（B面は「空も飛べるはず」）に続き、ヒット曲をカップリングしたEPシリーズ“GOLDEN HIT SERIES”の三作目として、1997年8月8日に、アナログ盤（7インチシングル）として限定発売された。B面には同年1月29日に発売された「スカーレット」を収録。
この年はスピッツのそれまでのアルバムがアナログ化され、1月1日から7月7日まで、それぞれゾロ目の日に7か月連続で発売されていたが、8月8日には本作が発売されたため、8か月連続でアナログ盤が発売されたことになる。
スピッツのアナログ盤のシングルとしては、初めてオリコンシングルチャートで100位以内に入った作品である。

### 収録曲
A面 渚
B面 スカーレット

## カバー

### 渚
- ジムノペディ - 2004年にシングル『スタッカート』にて、2008年にSunset Summer Snowがアルバム『LOVE STORIES〜of summer〜』にてカバー。
- コトリンゴ - アルバム『picnic album 1』（2010年9月22日発売）
- May J. - アルバム『Summer Ballad Covers』（2013年6月19日発売、rhythm zone）
- 城南海 - アルバム『ミナミカゼ』（2015年6月17日発売、ポニーキャニオン PCCA-04231）編曲：ただすけ
- TABARU - ミニアルバム『TABACAFE』（2019年7月7日発売）
- Superfly - カバーアルバム『Amazing』（2025年6月18日発売、ユニバーサルシグマ）

### 旅人
- ケリー・チャンが広東語で1996年に「為自己作證」としてカヴァー。（U006416）

スピッツが演奏するオリジナルカラオケを使用したため、ケリー・チャン・ウィズ・スピッツとクレジット。金城武主演、ケリー・チャンの出演の映画『天涯海角（世界の涯てに）』の劇中挿入歌となった。